# داوود محمدی (روزنامه‌نگار)
داوود محمدی روزنامه‌نگار ایرانی است. او از آذرماه ۱۳۸۹ سردبیری روزنامه شرق را بر عهده داشت و در دی‌ماه ۱۳۹۳ استعفا داد.
محمدی فوق لیسانس علوم سیاسی از دانشگاه تهران دارد و مدتی هم سردبیر روزنامه سرمایه و روزنامه بهار بوده‌است.
داود محمدی پس از خروج از روزنامه شرق به دعوت محمدنوری از روزنامه نگاران با سابقه و سردبیر وقت روزنامه ایران به روزنامه ایران آمد و از سوی وی به عنوان دبیر گروه سیاسی این روزنامه منسوب شد. محمد نوری از مرداد ماه 1392، تا اسفند ماه 1394 مسئولیت سردبیری روزنامه ایران را برعهده داشت و پس از آن داوود محمدی جای او را گرفت. در نهایت بعد از 22 ماه ( اول اسفند 1396) در اثر اختلاف با مدیرمسول مجبور به کناره‌گیری  از روزنامه شد.  